# Phyllophaga crenaticollis
Phyllophaga crenaticollis är en skalbaggsart som beskrevs av Blanchard 1851. Phyllophaga crenaticollis ingår i släktet Phyllophaga och familjen Melolonthidae. Inga underarter finns listade i Catalogue of Life.